# Reformed Presbyterian Church of North America

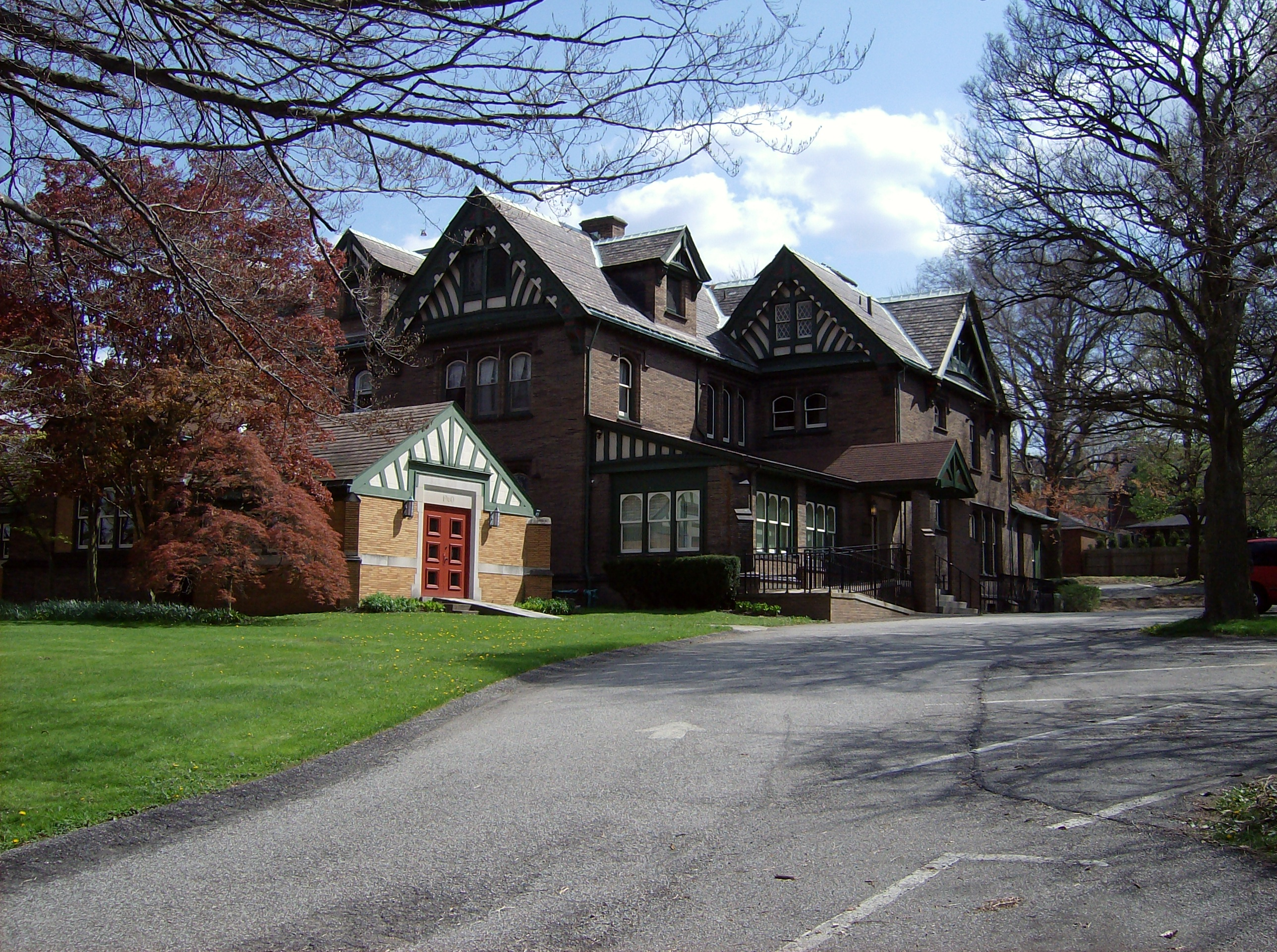
Het Reformed Presbyterian Theological Seminary in Point Breeze

De Reformed Presbyterian Church of North America is een bevindelijk gereformeerd kerkgenootschap in de Verenigde Staten en Canada. Het kerkverband heeft 6.641 leden, verdeeld over 81 gemeenten. De gemeenten bestaan al sinds de 17e eeuw als aparte denominatie.
In de gemeenten worden enkel psalmen gezongen, geen gezangen (a capella). Wel kent deze gemeente al sedert honderd jaar vrouwelijke diakenen, hoewel dit nog steeds ter discussie staat.